# Toucy
Toucy is een gemeente in het Franse departement Yonne (regio Bourgogne-Franche-Comté) en telt 2602 inwoners (1999). De plaats maakt deel uit van het arrondissement Auxerre.

## Geografie
De oppervlakte van Toucy bedraagt 35,0 km², de bevolkingsdichtheid is 74,3 inwoners per km².
De onderstaande kaart toont de ligging van Toucy met de belangrijkste infrastructuur en aangrenzende gemeenten.

## Demografie
Onderstaande figuur toont het verloop van het inwonertal (bron: INSEE-tellingen).

## Geboren
- Pierre Larousse (23 oktober 1817), pedagogisch publicist, lexicograaf en uitgever